# Бостридж, Иэн
Иэн Бостридж (англ. Ian Bostridge, 25 декабря 1964, Лондон) — известный британский оперный и камерный певец (тенор).

## Биография
В детстве проходил обучение в престижных учебных заведениях  Dulwich College Preparatory School и Westminster School. Затем изучал историю и философию в St John's College, Оксфорд, и St John's College, Кембридж. В 1990 году защитил диссертацию о колдовстве в Англии «Witchcraft and Its Transformations, c. 1650—1750» (научный руководитель - Кейт Томас), которая была опубликована отдельным изданием в 1997 году. Два года участвовал в работе над созданием научно-популярных документальных фильмов на лондонском телевидении. Принял решение оставить научную работу и полностью посвятить свою деятельность певческой карьере в 1995 году, в возрасте 31 года.
В 1993 году дебютировал в лондонском Уигмор-холле как певец, в 1994 году — в Пёрселловском зале (исполнив песенный цикл Шуберта «Зимний путь»). Позже неоднократно исполнял и записывал этот цикл. Считается одним из лучших его интерпретаторов.  Посвятил этому произведению книгу «Schubert's Winter Journey: Anatomy of an Obsession». Выступает как оперный и камерный певец, музыкальный критик. Неоднократно выступал в России: на фестивале «Владимир Спиваков приглашает...» в 2007 году, на XXX Международном фестивале «Декабрьские вечера Святослава Рихтера», на XV Международном зимнем фестивале «Площадь Искусств» а Санкт-Петербурге.

## Репертуар
Выступал с известнейшими оркестрами Европы под управлением крупнейших дирижёров (Бернард Хайтинк, Саймон Реттл, Чарльз Маккеррас, Колин Дэвис, Невилл Марринер, Мстислав Ростропович, Лотар Загрошек, Антонио Паппано и др.). В его оперном репертуаре Пёрселл («Дидона и Эней»), Монтеверди («Орфей», «Коронация Поппеи»), Моцарт («Волшебная флейта», «Дон Жуан», «Похищение из сераля», «Идоменей»), Вагнер («Тристан и Изольда»), Сметана («Проданная невеста»), Стравинский («Похождения повесы»), Бертольд Гольдшмидт («Беатриче Ченчи»), Бриттен («Поругание Лукреции», «Сон в летнюю ночь», «Поворот винта», «Смерть в Венеции»), Адес («Буря»). Исполнил и записал кантаты и арии Баха, вокальные произведения Генделя, Шуберта, Шумана, Хуго Вольфа, Рейнальдо Ана, Яначека, Бриттена, Майкла Наймана, Ханса Вернера Хенце.
Репертуар певца простирается от музыки барокко до новейших экспериментальных произведений современных британских и немецких композиторов. Специально для Бостриджа написана партия Калибана в опере Томаса Адеса «Буря». Наиболее высоко оценено музыкальной критикой его исполнение камерных сочинений немецких и австрийских композиторов XIX века. Сам певец считает наиболее близкой музыку Бенджамина Бриттена.
Его аккомпаниаторами в камерном репертуаре являются известные пианисты, наиболее тесное сотрудничество продолжается уже почти двадцать лет с Джулиусом Дрейком и более пятнадцати лет с Лейфом Ове Андснесом.

## Личная жизнь
В 1992 году Иэн Бостридж женился на Лукасте Миллер (известная в Великобритании писательница и издательница), у них есть сын и дочь. Лукаста Миллер — крупный литературный критик, наиболее известная её работа — книга «Миф сестёр Бронте».
Хобби Иэна Бостриджа: чтение, кулинария и художественная фотография.

## Интересные факты
- Иэн Бостридж — автор автобиографических заметок «Singer's Notebook», вышедших в 2011 году[8][9].
- Певец был шокирован, когда в своей визе, полученной для гастролей в Японии, обнаружил в графе «Род занятий» запись «Предприниматель»[5].
- Его записи 15 раз были номинированы на премию Грэмми[10].

## Награды
- 1991 год — лауреат премии Национальной федерации музыкальных обществ.
- 2001 год — почетный член Колледжа Корпус-Крист в Оксфорде.
- 2003 год — доктор музыки Сент-Эндрюсского университета.
- 2004 год — Командор Ордена Британской Империи
- 2007 год. За исполнение цикла песен Бриттена с Берлинским филармоническим оркестром под управлением Саймона Реттла получил в премию Грэмми.
- 2010 год — почётный член Колледжа Сент-Джонс в Оксфорде.
- 2014 год — Humanitas Professor Оксфордского университета[11].

## Дискография
- Britten. The Rape of Lucretia. Oliver Knussen. EMI Classics. 2013.
- Britten. Songs. Antonio Pappano and Xuefei Yang. EMI Classics. 2013.
- Three Baroque Tenors. Arias for Beard, Borosini and Fabri. Bernard Labadie. EMI Classics. 2010.
- Adès. The Tempest. Thomas Adès. EMI Classics. 2009.
- Schubert. Schwanengesang. Antonio Pappano. EMI Classics. 2009.
- Schubert. The Wanderer: Lieder and Fragments. Leif Ove Andsnes. EMI Classics. 2008.
- Great Handel. Harry Bicket. EMI Classics. 2007.
- Schubert. Lieder and Sonata. Leif Ove Andsnes. EMI Classics. 2007.
- Wolf. Lieder. Antonio Pappano. EMI Classics. 2006.
- Britten. Les Illuminations, Serenade, Nocturne. Simon Rattle. EMI Classics. 2005.
- Schubert. 25 Lieder. Julius Drake. EMI Classics. 2005.
- Wagner. Tristan und Isolde. Antonio Pappano. EMI Classics. 2005.
- Schubert. Die Schne Mllerin. Mitsuko Uchida. EMI Classics. 2005.
- Schubert. Lieder and Sonata No.21. Leif Ove Andsnes. EMI Classics. 2005.
- Schubert. Winterreise. Leif Ove Andsnes. EMI Classics. 2004.
- Monteverdi. Orfeo. Emmanuelle Ham. Virgin Classics. 2004.
- Purcell. Dido and Aeneas. Emmanuelle Ham. Virgin Classics. 2003.
- Vaughan Williams. On Wenlock Edge. Bernard Haitink. EMI Classics. 2003.
- Schubert. Lieder and Sonata D850. Leif Ove Andsnes. EMI Classics. 2003.
- Mozart. Idomeneo. Charles Mackerras. EMI Classics. 2002.
- Britten. Canticles & Folksongs. Julius Drake. Virgin Classics. 2002.
- Britten. Turn of the Screw. Daniel Harding. Virgin Classics. 2002.
- The Songs of Robert Schumann. Vol.7. Dorothea Rschmann and Graham Johnson. Hyperion. 2002.
- The Nol Coward Songbook. Jeffrey Tate. EMI Classics. 2002.
- Schubert. Lieder. Volume II. Julius Drake. EMI Classics. 2001.
- Henze. Songs. Julius Drake. EMI Classics. 2001.
- Bach. Cantatas and Arias. Fabio Biondi. Virgin Classics. 2000.
- Handel. L'allegro, il penseroso ed il moderato. John Nelson. Virgin Classics. 2000.
- The English Songbook. Julius Drake. EMI Classics. 1999.
- Stravinsky. The Rake's Progress. John Eliot Gardiner. Deutsche Grammophon. 1999.
- Bach. St Matthew Passion. Evangelist. Philippe Herreweghe. Harmonia Mundi. 1999.
- Schumann. Liederkreis & Dichterliebe etc. Julius Drake. EMI Classics. 1998.
- Schubert. Lieder. Volume I. Julius Drake. EMI Classics. 1998.
- Schubert. Die schne Mllerin. Schubert Edition. Vol. 25. Graham Johnson and Dietrich Fischer-Dieskau. Hyperion. 1996.
- Britten. The Red Cockatoo & Other Songs. Graham Johnson. Hyperion. 1995.
- Nyman. Noises, Sounds & Sweet Airs. Dominique Debart. Argo. 1995.